# Ордобаев, Абдулда
Абдылда Ордобаев (1911, с. Ак-Бото, Семиреченская область, Российская империя — 10 июня 1994, Бишкек, Кыргызстан) — советский киргизский юрист и государственный деятель, председатель Верховного суда Киргизской ССР (1941—1942 и 1953—1961).

## Биография
Член ВКП(б) с 1937 г.
Трудовую деятельность начал в 1933 г. счетоводом колхоза «Кызыл-Желек» Кантского района, избирался председателем того же колхоза.
В 1936—1938 гг. занимал должности: председателя сельпо, председателя правления колхоза, заведующего земельного отдела, руководителя группы наркомата земледелия Киргизской ССР.
- 1938—1941 гг. — заместитель наркома юстиции Киргизской ССР,
- 1941 г. — окончил Высшие Академические при Московской юридической академии,
- 1941—1942 гг. — председатель Верховного суда Киргизской ССР,
- 1942—1943 гг. — секретарь ЦК КП(б) Киргизии по торговле и общественному питанию,
- 1943—1945 гг. — председатель исполнительного комитета Тянь-Шаньского областного Совета депутатов трудящихся,
- 1945—1948 гг. — член Верховного суда,
- 1948—1953 гг. — заместитель министра юстиции Киргизской ССР,
- 1953—1961 гг. — председатель Верховного суда Киргизской ССР,
- 1961—1970 гг. — директор лаборатории Киргизского республиканского научно-исследовательского института судебной экспертизы.

Депутат Верховного Совета Киргизской ССР 1-2 и 4-го созывов.

## Награды и звания
Награждался грамотами Верховного Совета Кыргызской Республики и медалями.